# Guido Brescius

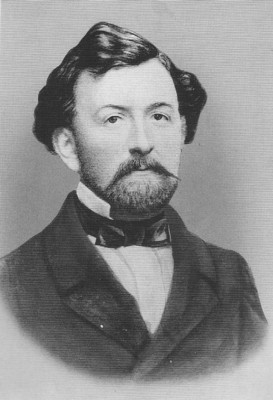
Guido Brescius

Guido Brescius (* 25. März 1824 in Budissin (heute Bautzen); † 4. Dezember 1864 in Pirna) war ein deutscher Eisenbahningenieur.

## Leben
Guido Brescius war ein Sohn des königlich sächsischen Oberzollrats Karl Gustav Brescius.
Er studierte von 1839 bis 1844 an der Technischen Bildungsanstalt Dresden (heute: TU Dresden). Zu seinen Lehrern gehörte Professor Andreas Schubert.
Erste praktische Erfahrungen als Eisenbahningenieur sammelte Brescius 1844 als Volontär beim Bau der Sächsisch-Schlesischen Eisenbahn von Dresden nach Görlitz. Beim Bau der Sächsisch-Böhmischen Eisenbahn (Dresden–Bodenbach, 1847) war Brescius bereits als Abteilungsingenieur selbst für den Streckenabschnitt im Bereich Königstein zuständig.
Am 27. Dezember 1859 heiratete er Cora Gabriele, die Tochter des 1853 verstorbenen Kreisrichters Pfennigwerth.

### Albertsbahn
Im Jahr 1853 unterzeichnete Guido Brescius den Anstellungsvertrag als Maschinenmeister und Bauingenieur der Albertsbahn AG. Somit war er verantwortlich für Planung und Bauleitung der Eisenbahnstrecke Dresden–Tharandt sowie der Niederhermsdorfer Kohlezweigbahn und der Hänichener Kohlezweigbahn.
Mit dem Bau der Hänichener Kohlezweigbahn wagte Brescius eine Linienführung mit künstlicher Längenentwicklung zur Überwindung des Höhenunterschieds zwischen Plauenschem Grund und Gitterseer Hochebene, mit Neigungen von 1:40 bei einer im reinen Reibungsbetrieb (Adhäsionsbahn) genutzten Bahn und mit 85 m Kurvenradius auf einer Hauptbahn mit Normalspur. Es entstand 1856 die erste Gebirgsbahn in Deutschland und die zweite Gebirgsbahn in Europa nach der Semmeringbahn in Österreich. Aus diesem Grund gab der sächsische König Johann der Kohlebahn berechtigterweise den Beinamen Sächsische Semmeringbahn. Die Hänichener Kohlezweigbahn ist als Technisches Denkmal Windbergbahn noch heute zum Teil vorhanden.
2019 wurde ein Teil des Fahrradweges auf der ehemaligen Kohlebahn um Kleinnaundorf als „Guido-Brescius-Weg“ benannt.

### Lebensende
Zerwürfnisse mit dem Aufsichtsrat der Albertsbahn AG und Studienreisen nach England wirkten sich negativ auf Guido Brescius’ Gesundheit aus. So verstarb er am 4. Dezember 1864 bereits im Alter von 40 Jahren in der Heilanstalt auf dem Sonnenstein in Pirna und wurde am 7. Dezember 1864 auf dem Neuen Annenkirchhof in Dresden beigesetzt.